# Czember György
Czember György (Czimber György) (? – 1692 márciusa) evangélikus lelkész.

## Élete
Újzólyomi evangélikus lelkész volt a Szent Erzsébet tiszteletére emelt templomban. 1674-ben Pozsonyban aláirta azt a határozatot, amely alapján az országból ki kellett vándorolnia. A feleségével, Fibinger Zsuzsannával előbb Brégába, azután Boroszlóba ment, és ott maradt néhány évig. Innen Rawitschba költözött, ahol a feleségével együtt megbetegedett Visszatért Budorgba, ahol neje 1681-ben meghalt. 1682-ben házasságot kötött Fruzia Zsuzsannával. A soproni országgyűlés után Tarnóczi Márton püspökkel együtt október 27-én visszatért a hazájába, és Szomolnokon lett lelkész.

## Munkái
- 1656: Dissertatio Physico Theologica de Traduce opposita Educationi et Animarum Immediatae Creationi. Trenchinii.
- 1677: Fuga apostasiae, oder: Flucht des Abfalls. (Német nyelven.)
- Sex novissima, oder: Die letzten sechs Dinge.
- 1679: Altare orandi seu: Oltarik modlitebny. (Szlovák nyelven.)
- 1680: Siebenfacher Bet-Altar.